# Else Blankenhorn
Pour les articles homonymes, voir Blankenhorn.
Else Blankenhorn, née en 1873 et morte en 1920, est une peintre allemande du XIXe siècle, internée en asile psychiatrique.
Ses toiles sont considérées comme ayant influencé la peinture moderne, notamment le peintre expressionniste allemand Ernst Ludwig Kirchner.